# Hauke Fuhlbrügge
Hauke Fuhlbrügge (nacido el 21 de marzo de 1966 en Friedrichroda) es un atleta alemán retirado especialista en pruebas de medio fondo.

Su mayor éxito fue la medalla de bronce conseguida en la prueba de 1500 m durante los Campeonatos del mundo de 1991. Fue también subcampeón mundial en la misma prueba en el Campeonato Mundial de Atletismo en Pista Cubierta de 1989 y medalla de oro en la Universiada de 1987. En los Juegos olímpicos de Barcelona de 1992 fue eliminado en semifinales.

## Marcas personales
- 800 m: 1:45.15
- 1500 m: 3:34.15

- Datos: Q427067
- Multimedia: Hauke Fuhlbrügge / Q427067